# Többségi képviselet
A többségi képviselet olyan képviseleti elv, amely a választók egy csoportját feljogosítja az összes képviselő kinevezésére, megtagadva a képviseletet minden kisebbségtől. A többségi képviseletet nyújtó választási rendszerek „a győztes mindent visz” elvén működnek. A többségi képviselet elvét a választási rendszerek vonatkozásában el kell választani a többségi szabályoktól, ugyanis egyfelől minden egygyőzteses választási rendszer többségi képviseletet nyújt, de vannak köztük olyanok is, amelyek nem többségi szabályt használnak (pl. sorsolás). Másfelől egyes félarányos többgyőzteses képviseleti rendszerek csak részben alkalmazzák a többségi képviselet elvét, mégis többségi szabályt használnak (pl. egyetlen nem-átruházható szavazat). 
Történelmileg az első többgyőzteses választási rendszerek jellemzően többségi képviseletet nyújtottak.[forrás?] Ezeket később fokozatosan módosították (például választókerületeket hoztak kétre) vagy megszüntettek (például arányos képviseletre cserélték), egyre inkább antidemokratikusnak tartott hatásai miatt. Ma már jellemzően a többségi képviselet kifejezést olyan rendszerekre használják, amelyek az előző megoldást követik: olyan földrajzi alapú képviseletet nyújtanak, amiben a többségi elv helyi szinten érvényesül. A westminsteri rendszerekben tipikusan helyi szinten egymandátumos választókerületekben a relatív többségi szavazási rendszerrel választják a képviselőket, így helyi szinten „a győztes mindent visz” elve érvényesül, országosan azonban se nem arányos, se nem többségi, hanem területi képviselet nyújt a rendszer. 

## Elmélet
A többségi uralom jogát tudósok nagy és fontos csoportja támogatta. Arisztotelész elindított egy elméletet, amelyet később sok római gondolkodó is átvett, ami szerint, hogy a quod maior pars curiae efficit, pro eo habetur ac si omnes egerint (a szenátorok többségének döntése érvényes, mivel azt mindenki jóváhagyja). Jean-Jacques Rousseau az általános akarat (angolul: general will) koncepciójából következően azt mondta, hogy a la voix du plus grand nombre oblige toujours tous les autres (a nagyobb szám hangja minden embert kényszerít). Adhémar Esmein szerint hogyha „az egész ország egyetlen választókerület lenne, akkor a választói többségnek joga lenne az összes képviselőt kinevezni, hiszen ő nevezi ki a végrehajtó hatalom vezetőjét; Ez a rendszer még szélsőséges következményeiben sem okoz igazságtalanságot a kisebbséggel szemben, mert a többség nem kap többet, mint amennyi joga van.”

### Választási rendszerek
A többségi választási rendszereknek két formája van. Egygyőzteses többségi rendszert akkor használnak, ha egy tisztséget kell betölteni, például egy elnökválasztáson. Testület választásakor a klasszikus többgyőzteses többségi választási rendszereket blokkszavazásnak hívják. Ilyen rendszerekben általában minden mandátumot a többséget szerző párt jelöltjei tölthetnek be, működése a következő: minden szavazónak annyi szavazata van, ahány betöltendő mandátum és a legtöbb szavazatot szerző jelöltek szerezhetnek mandátumot. Ha a többséget szerző párt elég jelöltet indít és a választók közel egyenlően ítélik meg a párt jelöltjeit, ennek a párt jelöltjei végeznek a legelső n helyen (n a mandátumok száma). A pártlistás blokkszavazás esetén ez a többségi eredmény szükségszerű, ugyanis egy ilyen rendszerben a szavazók csak egy pártlistára szavazhatnak és a győztes párt minden mandátumot megszerez, ezzel kizárva a kisebbségi képviselet elméleti lehetőségét is, ami a sima blokkszavazásban elegendő jelölt vagy szervezetlen pártok hiányában fennmaradna. 

### Hanyatlása és utóélete
A kisebbségi képviseletet kizáró rendszereket a 19. század első felétől egyre több kritika érte, amikor nagy ideológiai ellentétek és szervezett pártok alakultak ki. A módosításokat világszerte fokozatosan vezették két különböző elv alapján:
- Az egyik lehetőség a választókerületek bevezetése volt, így több helyi megmérettetésre osztották a választásokat, és ennek következtében bizonyos területeken növelték a kisebbségek esélyét a győzelemre. Az egy körzetes „győztes mindent visz” választásokat sok többmandátumos választókerület, majd végül végül jellemzően egymandátumos egyéni választókerületek váltották föl (lásd: Westminsteri rendszer);
- A második lehetőség a korrekciók bevezetése volt az egykörzetes rendszer (többgyőzteses választás) megtartásával, vagy több kisebb, többmandátumos választókerületekben:
  - a korlátozott szavazási módszerek alatt kevesebb számú jelöltre lehet szavazni, mint amennyi betöltendő mandátum van, így biztosítva kisebbségi (félarányos) képviseletet
  - a kumulatív szavazási rendszer lehetővé tette a választók számára, hogy kevesebb jelöltre összpontosítsanak több rendelkezésükre álló szavazatot;
  - az egyetlen nem-átruházható szavazat a korlátozott szavazat végletes változata, amikor a választónak egyetlen szavazata egy többgyőzteses versenyben;
  - a egyetlen átruházható szavazat rendszere lehetővé tette a választók számára a jelöltek rangsorolását, kvótát írva elő a megválasztásra (ha van elég mandátum a választókerületben ez már arányos képviseletet nyújt);
  - a pártlistás szavazási rendszer, amely az arányos képviselet legismertebb formája lett, teljesen feladta a többségi képviseletet

A többségi képviselet mai formái melletti egyik érv, hogy ez biztosíthatják a kormányzóképességet (vagy legalább növelik az esélyét), ezáltal stabilitást nyújt és nincs szükség koalíciókra és pártalkukra, a választáson győztes párt szavazóinak akarata könnyebben érvényesülhet. Ezért egyes vegyes választási rendszerek úgynevezett többségi bónuszt tartalmaznak, amivel a győztes párt többletmandátumokhoz juthat.

## Jelenlegi használat
Napjainkban országos többségi képviseletet csak a Fülöp-szigetek szenátusában alkalmazzák a nemzeti választásokon, továbbá még mindig használatos egyes pártsemleges alapokon szervezett helyi választásokon.[forrás?]
Részlegesen használatos a blokkszavazás többmandátumos választókerületi változata az Egyesült Államok elnökének közvetett, elektori kollégiumon keresztüli megválasztására. Az olaszországi és franciaországi regionális választásokon a blokkszavazást használják a képviselő testületek egy részének megválasztására: ezekben az esetekben a többségi kvóta csak a mandátumok egy részére vonatkozik.
| Ország                      | Testület                       | Legutolsó választás (év) | Többségi rendszer típusa                  | (Mandátumok választókerülenként)                            | Választási rendszer | Választási rendszer                                                                               | Össze mandátum száma                                                              | Választókerületek             | Kormányzati forma      | Jegyzetek |
| --------------------------- | ------------------------------ | ------------------------ | ----------------------------------------- | ----------------------------------------------------------- | ------------------- | ------------------------------------------------------------------------------------------------- | --------------------------------------------------------------------------------- | ----------------------------- | ---------------------- | --------- |
| Andorra                     | Völgyek Általános Tanácsa      | 2018                     | vegyes többségi                           | 2 (helyi választókerületek) / 14 (országos választókerület) |                     | Árokrendszer: Relatív többségi pártlistás blokkszavazás (helyi) and pártlistás arányos (országos) | 28                                                                                |                               |                        |           |
| Antigua és Barbuda          | Képviselőház                   | 2014                     | egymandátumos kerületek                   |                                                             |                     | Relatív többségi szavazás (FPTP/SMP)                                                              | 17[forrás?]                                                                       |                               |                        |           |
| Ausztrália                  | Képviselőház                   | 2019                     | egymandátumos kerületek                   |                                                             |                     | Azonnali többfordulós szavazás (IRV)                                                              | 151                                                                               |                               | parlamentáris rendszer |           |
| Ausztrália                  | Cocos (Keeling) szigetek       | 2021                     | egymandátumos kerületek                   |                                                             |                     | Azonnali többfordulós szavazás (IRV)                                                              | 7                                                                                 |                               |                        |           |
| Azerbajdzsán                | Képviselőház (Milli Mejlis)    | 2020                     | egymandátumos kerületek                   |                                                             |                     | Relatív többségi szavazás (FPTP/SMP)                                                              | 125                                                                               |                               | elnöki rendszer        |           |
| Bahama-szigetek             | Képviselőház                   | 2021[forrás?]            | egymandátumos kerületek                   |                                                             |                     | Relatív többségi szavazás (FPTP/SMP)                                                              | 39                                                                                |                               |                        |           |
| Bahrein                     | Képviselőház                   | 2018                     | egymandátumos kerületek                   |                                                             |                     | Kétfordulós szavazás (TRS)                                                                        | 40                                                                                |                               |                        |           |
| Banglades                   | Képviselőház (Jatiyo Sangshad) | 2018                     | egymandátumos kerületek                   |                                                             |                     | Relatív többségi szavazás (FPTP/SMP)                                                              | 350 (300 közvetlenül választva + 50 mandátum nőknek fenntartva)                   |                               | parlamentáris rendszer |           |
| Barbados                    | Képviselőház                   | 2018                     | egymandátumos kerületek                   |                                                             |                     | Relatív többségi szavazás (FPTP/SMP)                                                              | 30                                                                                |                               | parlamentáris rendszer |           |
| Belize                      | Képviselőház                   | 2020                     | egymandátumos kerületek                   |                                                             |                     | Relatív többségi szavazás (FPTP/SMP)                                                              | 31                                                                                |                               | parlamentáris rendszer |           |
| Bhután                      | Nemzeti Tanács                 | 2018                     | egymandátumos kerületek                   |                                                             |                     | Relatív többségi szavazás (FPTP/SMP)                                                              | 25 (20 közvetlenül választva + 25 kinevezve)[forrás?]                             |                               |                        |           |
| Botswana                    | Nemzetgyűlés                   | 2019                     | egymandátumos kerületek                   |                                                             |                     | Relatív többségi szavazás (FPTP/SMP)                                                              | 63 (57 közvetlenül választva + 4 a kormányzó párt által kinevezve + 2 ex officio) |                               | elnöki rendszer        |           |
| Brazília                    | Szenátus                       | 2018                     | blokkszavazás többmandátumos kerületekben | 1 or 2 (választásonként változó)                            |                     | Relatív többségi blokkszavazás (BV) and Relatív többségi szavazás (FPTP/SMP)                      | 81                                                                                | Államok és szövetségi főváros | elnöki rendszer        |           |
| Csád                        | Nemzetgyűlés                   |                          | blokkszavazás többmandátumos kerületekben |                                                             |                     |                                                                                                   |                                                                                   |                               |                        |           |
| Comore-szigetek             |                                |                          | egymandátumos kerületek                   |                                                             |                     | Kétfordulós szavazás (TRS)                                                                        |                                                                                   |                               |                        |           |
| Fehéroroszország (Belarusz) | Képviselőház                   | 2019                     | egymandátumos kerületek                   |                                                             |                     | Relatív többségi szavazás (FPTP/SMP)                                                              | 110                                                                               |                               | elnöki rendszer        |           |
| Kamerun                     | Nemzetgyűlés                   |                          | blokkszavazás többmandátumos kerületekben |                                                             |                     |                                                                                                   |                                                                                   |                               |                        |           |
| Kanada                      | Alsóház (House of Commons)     |                          | egymandátumos kerületek                   |                                                             |                     | Relatív többségi szavazás (FPTP/SMP)                                                              |                                                                                   |                               | parlamentáris rendszer |           |
| Közép-afrikai Köztársaság   | Nemzetgyűlés                   |                          | egymandátumos kerületek                   |                                                             |                     | Kétfordulós szavazás (TRS)                                                                        |                                                                                   |                               |                        |           |

## Lásd még
- Társfogalmak: félarányos képviselet, arányos képviselet
- Többségi demokrácia (politika)
- Többségi szabályok: abszolút többségi szabály, relatív többségi szabály, minősített többség
- Klasszikus többségi választási rendszerek: relatív többségi szavazás, egyenkénti kieséses szavazás, blokkszavazás
- Többségi választási rendszerek (kategória)
- Egyhangúság
- Választások